# Быков, Иван Михайлович (1911)
Иван Михайлович Быков (2 ноября 1911, Галковский — 7 августа 1943, Курская область) — майор Рабоче-крестьянской Красной армии, участник Великой Отечественной войны. Герой Советского Союза (1942).

## Биография
Родился 2 ноября 1911 года в посёлке Галковский (ныне — в черте города Кривой Рог) в крестьянской семье. Получил начальное образование, работал на шахте.
В 1932 году Быков окончил вечерний рабочий факультет. В 1933 году он был призван на службу в Рабоче-крестьянскую Красную армию. В 1938 году окончил Первое Киевское артиллерийское училище имени П. П. Лебедева. С началом Великой Отечественной войны — на её фронтах. Принимал участие в боях под Смоленском, на Украине. К маю 1942 года гвардии старший лейтенант Иван Быков командовал батареей 32-го гвардейского артиллерийского полка 13-й гвардейской стрелковой дивизии 28-й армии Юго-Западного фронта.
Отличился во время Харьковской операции 1942 года. 14 мая 1942 года в районе села Непокрытого (ныне — Шестаково) Волчанского района Харьковской области позиции батареи Быкова подверглись нападению танковых и механизированных сил противника. В бою артиллеристам удалось уничтожить около 10 вражеских танков и бронемашин, заставив немецкие войска отказаться от дальнейшего наступления на этом участке. На следующий день противник, перегруппировав войска, вновь предпринял мощную танковую атаку более 30 танками. Бой беспрерывно длился в течение трёх часов. Быков получил ранение, но поля боя не покинул, сам встав к орудию вместо погибшего наводчика. Всего же за два дня боёв батарея уничтожила 31 немецкий танк, так и не позволив противнику прорвать свою оборону.
Указом Президиума Верховного Совета СССР «О присвоении звания Героя Советского Союза начальствующему составу артиллерии Красной Армии» от 2 июня 1942 года от 2 июня 1942 года за «образцовое выполнение боевых заданий командования на фронте борьбы с немецкими захватчиками и проявленные при этом отвагу и геройство» гвардии старший лейтенант Иван Быков был удостоен высокого звания Героя Советского Союза с вручением ордена Ленина и медали «Золотая Звезда» за номером 845.
Принимал участие в Сталинградской и Курской битвах. В августе 1943 года дивизия Быкова принимала участие в окружении крупной вражеской группировки в ходе контрнаступления советских войска на Курской дуге. 7 августа 1943 года после артподготовки немецкие танковые и пехотные силы попытались прорваться из окружения. Дивизион гвардии майора Ивана Быкова атаковал их с тыла, заставив отойти. В ходе двух последующих контратак Быков получил ранение в ногу, но поля боя не покинул. Когда у дивизиона кончились боеприпасы, он поднял ещё живых бойцов в контратаку. В этом бою Быков погиб. Действия дивизиона способствовали провалу попыток немецких войск выйти из окружения. Быков был похоронен в селе Берёзовка Борисовского района (ныне Белгородской области).
Также был награждён орденом Красного Знамени (23.5.1943).

### Семья
Мать — Феодосия Владимировна Быкова.

## Память
- Имя на Стеле Героев в Кривом Роге;
- Именем названа улица в Кривом Роге[7];
- Памятная доска в Кривом Роге[8];
- Имя на памятнике рабочим и служащим рудоуправления имени С. М. Кирова;
- Навечно зачислен в списки личного состава воинской части.